# Бенуе
Бенуе́ (з банту перекладається як «матір вод», фр. la Bénoué) — річка в Західній Африці (більша частина на території Нігерії), ліва притока Нігеру.
Довжина — 1400 км. Площа басейну — 441 тис. км². Багатоводна.
Бере початок на висоті 1100—1200 м у горах Адамауа Камеруну, тече в глибокій і широкій долині.
У дощовий період судноплавна на 900 км від гирла.
Першим із європейців на берегах річки побував Генріх Барт.